# Miss Universo Botsuana
Miss Universo Botsuana (en inglés: Miss Universe Botswana) es un concurso de belleza nacional en Botsuana. Se encarga de seleccionar a la representante del país para el concurso Miss Universo.

## Historia

### 1999-2004
La primera edición de Miss Universo Botsuana se llevó a cabo en el Grand Palm Hotel Casino Resort en Gaborone el 19 de marzo de 1999. En 1999, Mpule Kwelagobe se convirtió en la tercera mujer africana en ser coronada Miss Universo. Entre 2002 y 2003 el país no participó en Miss Universo pero en 2004 el país envió a una ganadora de Miss Universo Botsuana a Miss Universo 2004 en Ecuador.

### 2010-2013
En 2010, Mos Syde Worldwide Entertainment Group; una empresa internacional de entretenimiento y moda con sede en Gaborone, la capital de Botsuana, adquirió los derechos del concurso Miss Universo Botsuana después de que Botsuana hubiera estado ausente de Miss Universo durante seis años. La última participación de Botsuana fue en 2013.

### Rumor de 2019
En 2019, surgió un rumor de que Mpule Kwelagobe había adquirido la franquicia de Miss Universo. Después de los rumores, Kwelagobe negó las acusaciones. «Esto no es verdad. No sé quién ha estado difundiendo estos informes falsos, pero no soy la franquiciada de Miss Universo y no tengo ningún interés en hacerlo», dijo.

### 2024
En 2024, Mos Syde Worldwide Entertainment Group retomó la licencia de Miss Universo para Botsuana. Safie Sekgwa volvió a ser director nacional de Botsuana.

## Ganadoras
: Declarada como ganadora
     : Terminó como finalista
     : Terminó como una de las semifinalistas o cuartofinalistas
     : Terminó como ganadora de premios especiales
| Año                           | Distrito | Miss Universo Botsuana | Posición en Miss Universo | Premios especiales | Notas                                       |
| ----------------------------- | -------- | ---------------------- | ------------------------- | ------------------ | ------------------------------------------- |
| 2024                          | Thamaga  | Thanolo Keutlwile      | No clasificó              |                    |                                             |
| No compitió entre 2014 y 2023 |          |                        |                           |                    |                                             |
| 2013                          | Gaborone | Tsaone Macheng         | No clasificó              |                    |                                             |
| 2012                          | Gaborone | Sheillah Molelekwa     | No clasificó              |                    |                                             |
| 2011                          | Gaborone | Larona Motlatsi Kgabo  | No clasificó              |                    |                                             |
| 2010                          | Gaborone | Tirelo Ramasedi        | No clasificó              |                    | Dirección de Mos Syde Group y Safie Sekgwa. |
| No compitió entre 2005 y 2009 |          |                        |                           |                    |                                             |
| 2004                          | Gaborone | Icho Keolotswe         | No clasificó              |                    |                                             |
| No compitió entre 2002 y 2003 |          |                        |                           |                    |                                             |
| 2001                          | Gaborone | Mataila Sikwane        | No clasificó              |                    |                                             |
| 2000                          | Orapa    | Joyce Molemoeng        | No clasificó              |                    |                                             |
| 1999                          | Sudeste  | Mpule Kwelagobe        | Miss Universo 1999        |                    |                                             |